# Sant Andreu del Castell de Tona
Sant Andreu és una església romànica amb fases i reformes gòtiques, renaixentistes i barroques. Està situada al Pla del Castell de Tona sobre el turó que presideix la vila de Tona, a la comarca d'Osona. Les intervencions arqueològiques i de consolidació han permès conèixer millor la història i evolució del monument. En 1988 la va restaurar la Generalitat de Catalunya.
El temple és d'una sola nau, coberta amb volta de canó, capçada per un absis semicircular amb tres finestres, una tapada pel campanar, i per això no s'aprecia en l'exterior. La capella de l'esquerra té una volta apuntada i en la de la dreta, la té de creueria amb el campanar al costat, de torre de planta rectangular.
En l'exterior, l'absis està decorat amb arcuacions cegues entre lesenes (propi de l'arquitectura llombarda); la mateixa decoració es repeteix en els murs del nord i del sud. En la part de l'oest les arcuacions s'adapten a la forma de la coberta de l'edifici. Té també en aquesta façana, centrada, una finestra en forma de creu. La porta d'entrada amb arc de mig punt es troba en el mur sud.

## Orígens
L'església documentada per la seva consagració en l'any 889, va ser substituïda per una altra d'arquitectura llombarda, datada en la primera meitat del segle xi. Es van fer reformes posteriors, durant els segles xvii i xviii, afegint capelles laterals, un campanar i la portada renaixentista. El culte es va mantenir fins al segle xviii, que es va traslladar a l'església de Santa Maria del Barri. En unes excavacions arqueològiques, efectuades en l'any 1943, es van trobar restes de l'antiga església del segle ix, tombes antropomorfes, monedes i un capitell preromànic, que es conserven en el museu de Tona.

## Excavació de 1943
Segons els diaris de camp escrits per Felip Vall, les excavacions a l'església van començar el dimarts 20 d'abril de 1943 i es van acabar el dimecres 19 de maig del mateix any. Durant aquest temps, es va desbrossar i netejar l'interior de l'església, es van fer excavacions tant a dins com a fora i es realitzaren plantes, alçats i algunes fotografies.

Estructures documentades durant l'excavació de 1943 al costat sud de l'església.

Van ser diverses les tombes documentades a l'església de Sant Andreu; a la zona del presbiteri fou possible detectar una tomba antropomorfa excavada a la roca, orientada oest-est i sense cap resta òssia. Al creuer, a l'altura del transsepte s'observà una segona sepultura. En aquest cas, de morfologia quadrangular, era oberta i contenia restes òssies remogudes de diversos individus. A la meitat de la nau central hi havia un altre individu enterrat curiosament en una orientació molt diferent (nord-sud). De totes maneres la concentració més important d'inhumacions es trobava a la capella sud de l'església. Cal dir que durant la intervenció a l'exterior de la cara sud es van excavar un seguit d'estructures, enterraments i sepulcres rectangulars de pedra dels quals en tenim dues fotografies. Al costat es produí la descoberta d'uns fragments de sarcòfags paleocristians al capdamunt de la nau central, a tocar de la creueria. Aquests, actualment es troben conservats al Centre d'Interpretació del Camp de les Lloses.
En els anys subsegüents als treballs de 1943, Felip Vall va estudiar estructures com la Torre del Castell i els paraments de Sant Andreu (inclosa la portalada) i també aportà propostes de restauració del campanar barroc. Aquests estudis quedaren plasmats en forma d'alçats i croquis que van comptar amb l'aportació de professionals rellevants com l'arquitecte Camil Pallàs.

## Excavacions de 1985 i 1986
Durant els estius de 1985 i 1986 els arqueòlegs Antoni Caballé Crivillés i Maria del Mar Espadaler van dirigir uns camps de treball amb estudiants d'arqueologia als entorns de l'església. Els treballs es van concentrar a l'interior i a l'exterior de l'edifici per tal de preparar el monument amb motiu de la seva restauració.
En la neteja del subsol va ser possible recuperar les restes d'enterraments ja excavats el 1943. Alhora es van documentar les estructures identificades per Felip Vall.